# Sottosterzo

Esempio di sottosterzo: l'auto, invece di seguire la traiettoria impostata, tende ad andare dritta.

Con sottosterzo si indica il comportamento di un autoveicolo che fatica o addirittura fallisce la giusta percorrenza di una curva come impostata dal pilota: in genere l'auto tende ad allargare la traiettoria (sottosterzare), obbligando il guidatore a manovre di correzione, come aumentare la sterzata tramite il volante (se possibile) o rallentando la corsa rilasciando il gas o addirittura frenando leggermente. 
In caso di bloccaggio delle ruote anteriori, in frenata durante una curva, potrebbe risolvere lasciare il freno e riallineare lo sterzo per un istante (se possibile), ma molto dipende dalle situazioni, dalla distribuzione dei pesi e dal tipo di trazione (anteriore o posteriore).

## Cause
È un comportamento che si verifica in maniera più evidente sulle auto a trazione anteriore quando percorrono una curva in velocità o in caso di bloccaggio delle ruote.

Sottosterzo: in verde la traiettoria corretta

Dato che la condizione di sottosterzo è meno problematica dinamicamente e permette un recupero più in sicurezza rispetto al sovrasterzo i costruttori progettano gli automezzi in modo da risultare tendenzialmente sottosterzanti.

## Tecniche correttive
Per recuperare l'assetto della vettura è necessario alzare il piede dal gas per ridare carico alle ruote anteriori e riprendere l'aderenza necessaria per percorrere la curva in piena sicurezza. È necessario altresì che il recupero dell'aderenza delle ruote anteriori non diventi improvviso ed innescare un sovrasterzo.
Una seconda tecnica usata principalmente su fondi viscidi, che può essere utilizzata anche in combinazione con quella appena descritta, è quella di girare leggermente lo sterzo verso l'esterno curva finché non ci si accorge che il veicolo riacquista direzionalità. La manovra, che può apparire innaturale, diminuisce la forza laterale applicata agli pneumatici e consente di recuperare l'aderenza necessaria per seguire la traiettoria impostata dal guidatore.
Una terza tecnica, utilizzata in prevalenza nelle competizioni e con veicoli a trazione anteriore su fondi a scarsa aderenza, consiste nel contemporaneo azionamento dell'acceleratore e del freno. Mantenendo il piede destro sull'acceleratore, il guidatore effettua una leggera frenata con il piede sinistro, andando a spostare il peso del veicolo sull'asse anteriore e permettendo alle ruote davanti di riacquistare aderenza le quali a seconda del rapporto tra acceleratore e freno risultano più o meno accelerate. Sebbene sia difficile da padroneggiare, questa tecnica consente al guidatore di modulare con efficacia il recupero del sottosterzo.